# Élancourt
Élancourt je zahodno predmestje Pariza in občina v osrednjem francoskem departmaju Yvelines regije Île-de-France. Leta 1999 je naselje imelo 26.655 prebivalcev.

## Geografija
Kraj leži v osrednji Franciji 19 km severovzhodno od Rambouilleta in 31 km od središča Pariza. Od leta 1971 je del takrat nastalega pariškega predmestja Saint-Quentin-en-Yvelines.

## Administracija
Občina Élancourt se nahaja v kantonu Maurepas, v katerega so vključene še občine Coignières, Maurepas (sedež kantona) in La Verrière s 56.525 prebivalci. Kanton je sestavni del okrožja Rambouillet.

## Znamenitosti
- romanska cerkev sv. Medarda iz 12. stoletja,
- Mestni park z zbirko francoskih miniatur - modelov glavnih francoskih razpoznavnih znakov in spomenikov.

## Pobratena mesta
- Cassina de Pecchi (Italija),
- Gräfenhainichen (Nemčija),
- Laubach (Nemčija).